# Фонтана, Дэвид
Дэвид Фонтана (1934, Мидлсекс, Великобритания — 18 октября 2010) — британский психолог и писатель.
Работал профессором психологии в университете Кардиффа и профессором трансперсональной психологии в Ливерпульском университете им. Дж. Мурса. Был членом Британского психологического общества. Читал лекции в португальских университетах в Минью и Алгарве.
Фонтана является автором 44 книг, посвящённых буддизму, медитации, снам, символам, психологии религии, христианству и другим темам.
Проявлял интерес к исследованию паранормальных явлений, в частности, медиумизма. С 1995 по 1998 год был президентом Общества психических исследований.
В 1996 году Вместе с И. Слэк (Ingrid Slack) и М. Триси (Martin Treacy) основал секцию трансперсональной психологии в Британском психологическом обществе, которую возглавлял в течение пяти лет.

## Избранная библиография
На английском языке
- The Meditator's Handbook: A Comprehensive Guide to Eastern and Western Meditation Techniques. — 1992.
- Learn to Meditate: A Practical Guide to Self-Discovery and Fulfillment. — Chronicle Books, 1999. — 160 с. — ISBN 978-0811822503.
- Discover Zen: A Practical Guide to Personal Serenity. — Chronicle Books, 2001. — 160 с. — ISBN 0811831965.
- The Secret Language of Symbols: A Visual Key to Symbols and Their Meanings. — 2003. — 256 с. — ISBN 0811838218.
- Psychology, Religion and Spirituality. — Wiley-Blackwell, 2003. — 272 с. — ISBN 978-1405108065.
- Learn to Dream: Interpret Dream Symbolism, Enhance Inner Life, Remember Your Dreams. — Duncan Baird Publishers, 2004. — 160 с. — ISBN 978-1844830084.
- Life Beyond Death: What Should We Expect? — Watkins, 2009. — 224 с. — ISBN 978-1906787080.
- Is Christianity Good for You? — Circle Books, 2011. — 252 с. — ISBN 978-1846944413.

На русском языке
- Фонтана Дэвид. Тайный язык сновидений: Ключ к загадкам подсознанания. — Контэнт, 2011. — 176 с. — ISBN 978-5-91906-068-0.